# Střední hra
Střední hra je rozvinutá fáze šachové partie. Začíná obvykle kolem 15. až 20. tahu po skončení zahájení, kdy již je většina figur rozvinuta a zapojena do boje, a končí poté, co byl výměnami významně zredukován počet a síla figur – v tom okamžiku partie přechází do koncovky. Významnými tématy střední hry je boj o centrum, otevřené sloupce a jiné komplexy polí; vytváření slabin v protivníkově táboře a vylepšování pozice vlastních figur; útok na krále a obrana či prevence proti němu.